# Ludność Bolesławca

Herb Bolesławca

Bolesławiec po II wojnie światowej charakteryzował się dość szybkim wzrostem liczby ludności. Największy był w latach 70. Pod koniec XX wieku liczba mieszkańców zaczęła spadać. Najwięcej osób mieszkało w Bolesławcu w 1993 r.
- 1880 - 10 790[1]
- 1890 - 12 921[2]
- 1925 - 17 977   (w tym 103 Żydów)[2][3]
- 1933 - 19 625[2]
- 1939 - 21 946
- 1946 - 3 145   (spis powszechny)
- 1950 - 7 883   (spis powszechny)
- 1955 - 17 836
- 1960 - 22 815   (spis powszechny)
- 1961 - 23 800
- 1962 - 24 500
- 1963 - 25 600
- 1964 - 26 500
- 1965 - 27 053
- 1966 - 27 700
- 1967 - 29 100
- 1968 - 29 900
- 1969 - 30 700
- 1970 - 30 600   (spis powszechny)
- 1971 - 31 400
- 1972 - 31 700
- 1973 - 34 400
- 1974 - 35 103
- 1975 - 36 162
- 1976 - 37 200
- 1977 - 38 200
- 1978 - 38 800   (spis powszechny)
- 1979 - 39 200
- 1980 - 39 800
- 1981 - 40 049
- 1982 - 40 678
- 1983 - 41 587
- 1984 - 42 057
- 1985 - 42 490
- 1986 - 43 001
- 1987 - 43 260
- 1988 - 43 493   (spis powszechny)
- 1989 - 43 852
- 1990 - 44 124
- 1991 - 44 417
- 1992 - 44 573
- 1993 - 44 711
- 1994 - 44 510
- 1995 - 44 436
- 1996 - 44 298
- 1997 - 44 184
- 1998 - 44 026
- 1999 - 43 791
- 2000 - 43 608
- 2001 - 43 523
- 2002 - 41 371   (spis powszechny)
- 2003 - 41 263
- 2004 - 41 117
- 2005 - 40 984
- 2006 - 40 679
- 2011 - 40 119
- 2012 (30 czerwca) - 39 992
- 2013 (30 czerwca) - 39 724[4]

## Powierzchnia Bolesławca
- 1995 - 22,81 km²
- 2006 - 23,57 km²